# Estelle Chen
Estelle Chen, née le 4 mars 1998 à Paris, est une mannequin française. Elle signé un contrat de 3 ans avec Elite Model Management.

## Biographie
Estelle Chen est née à Paris de parents chinois originaires de Wenzhou. En 2013, elle remporte Elite Model Look en France.